# Dame blanche (nagerecht)
Een dame blanche (in Duitstalige landen bekend als coupe Dänemark) is een nagerecht met vanilleroomijs waar warme chocoladesaus overheen wordt geserveerd. Soms wordt de saus apart geserveerd. Een variant op de dame blanche is de dame noire: chocolade-ijs geserveerd met een saus van witte chocolade. Het originele gerecht van de Franse kok Auguste Escoffier bestond eigenlijk uit ijs van amandelmelk, gepocheerde perzik, citroensorbet en witte aalbessen.

## Oorsprong van de naam
François-Adrien Boieldieu was een Franse operacomponist. Een opéra comique van zijn hand was La Dame blanche (1825) met een libretto naar vijf verschillende werken van Walter Scott. De Dame blanche is de White Lady van Scott, een welgezinde geestverschijning (vergelijk de Nederlandse witte wieven). Chef-kok en operaliefhebber Escoffier noemde een gerecht naar deze opera. Vroeger was het gerecht roomblank van kleur. Het bestond uit amandelijs, witte perzik en witte aalbessen met daaromheen een groen-witte citroensorbet.

## Bombe dame blanche
De bombe dame-blanche is een ijssoort die wordt gemaakt in een bombevorm (gevroren in een halve bolvorm). De vorm wordt bekleed met vanille-ijs en opgevuld met een bombemengsel met als smaak amandelmelk.
Het bombemengsel bestaat uit:
- eidooiers
- siroop
- de gewenste smaak (in dit geval amandel)
- room